# Albert Desjardins
Michel Albert Desjardins (født 28. april 1838 i Beauvais, død 21. januar 1897 sammesteds) var en fransk retslærd, bror til Achille Arthur Desjardins.
Desjardins, der var Dr. phil. et jur., blev 1864 knyttet til det jur. Fakultet i Nancy, 1869 i Paris.
Efter Afslutningen af Krigen mellem Frankrig og Tyskland blev D. 1871 Medlem af
Deputeretkammeret, hvor han tilhørte højre Centrum, blev 1873 Understatssekretær i
Kultusministeriet, 1875 i Indenrigsministeriet, 1877 Prof. i Strafferet i Paris. I Besiddelse af omfattende
Interesser og Kundskaber indskrænkede D. sig ikke alene til en streng Fagforfattervirksomhed,
inden for Retsvidenskaben behandlede han baade Romerret og Retshistorie, borgerlig Ret, Proces
og Strafferet. Efter bl.a. at have udg. Essai sur les plaidoyers de Démosthène (1862), De
l'enseignement de droit d'aprés Bacon (1865) og De l'histoire critique des lettres (1866), skrev
han Le pouvoir civil au concile de Trente (1869, ny Udg. 1870) og det priskronede Les moralistes
français du seizième siècle (1. og 2. Udg. 1870). Som Kriminalist fulgte han de Veje, der var
betraadte af Rossi, Faustin Hélie og Ortolan, hvis Éléments de droit pénal (5. Udg., I-II,
1885) han udgav; af D.s strafferetlige Arbejder skal fremhæves: Traité du vol dans les
principales législations de l'antiquité et spécialement dans le droit romain (1881),
Les cahiers des États-généraux en 1789 et la législation criminelle (1883) og
La méthode experimentale appliquée au droit criminel en Italie (1892).